# Mézidon Vallée d'Auge
Mézidon Vallée d'Auge é uma comuna francesa na região administrativa da Normandia, no departamento de Calvados. Estende-se por uma área de 103,18 km². Em 2010 a comuna tinha 9 720 habitantes (densidade: 94,2 hab./km²).
A municipalidade foi estabelecida em 1 de janeiro de 2017 e consiste na fusão das antigas comunas de Mézidon-Canon, Les Authieux-Papion, Coupesarte, Crèvecœur-en-Auge, Croissanville, Grandchamp-le-Château, Lécaude, Magny-la-Campagne, Magny-le-Freule, Le Mesnil-Mauger, Monteille, Percy-en-Auge, Saint-Julien-le-Faucon e Vieux-Fumé. A comuna tem sua prefeitura em Mézidon-Canon.